# Gabriel Jean Joseph Molitor

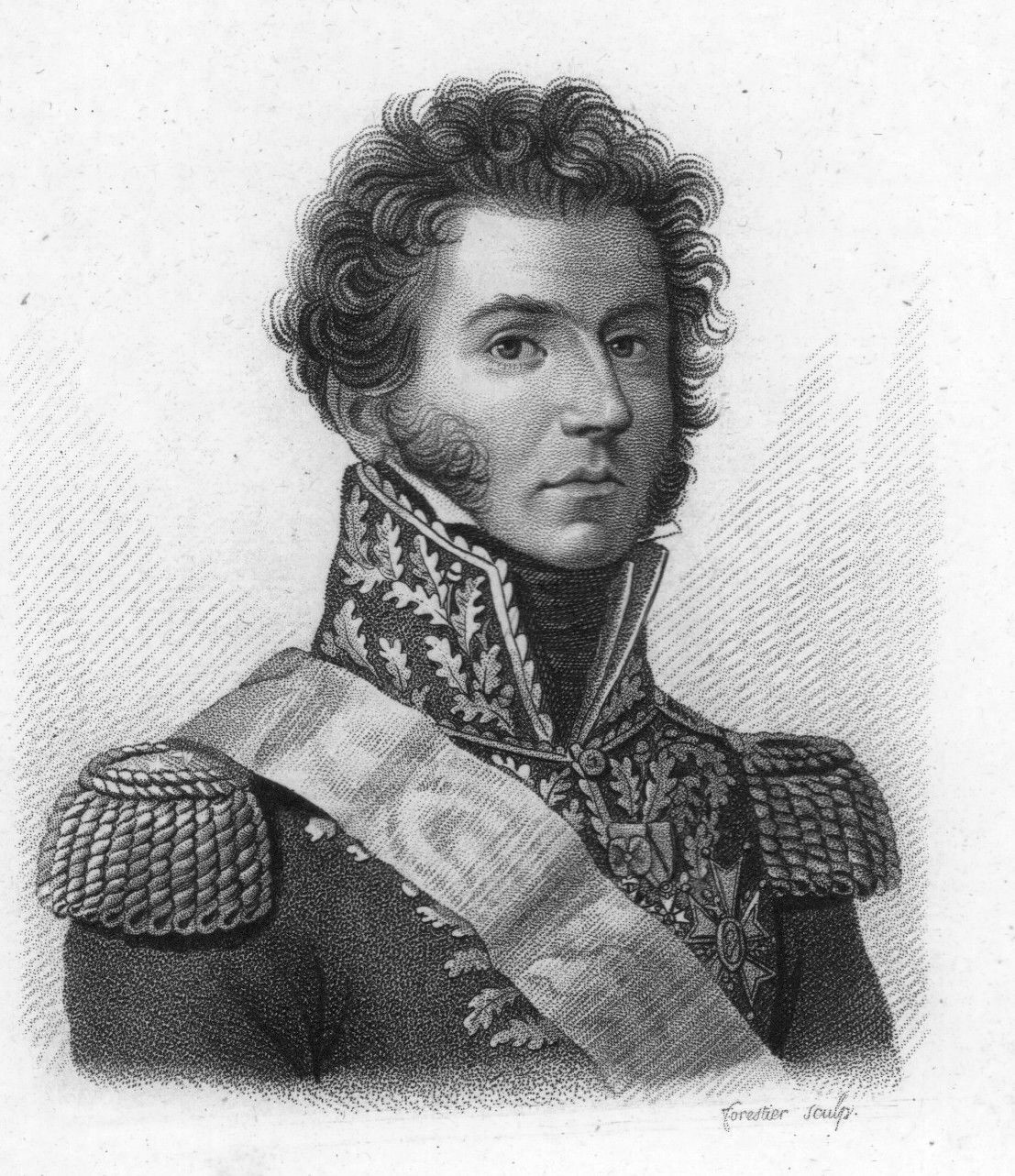
Gabriel Jean Joseph Molitor

Gabriel Jean Joseph, Graf (fr. comte) Molitor (* 7. März 1770 in Hayingen (Hayange) in Lothringen; † 28. Juli 1849 in Paris) war Marschall und Pair von Frankreich.

## Biografie
Molitor trat nach dem Ausbruch der Revolution als Hauptmann in ein Freiwilligenbataillon, kommandierte im Feldzug von 1793 unter General Hoche bei Kaiserslautern und Weißenburg eine Infanteriebrigade, war dann abwechselnd bei der Rhein-, Mosel- und Donauarmee unter Pichegru, Kléber, Moreau und Jourdan tätig und wurde 1795 bei einem Angriff auf die Festung Mainz gefährlich verwundet.
1799 kämpfte er als Brigadegeneral unter Massena in der Schweiz, wobei er die Waldstätten besetzte und bei Näfels (1. Oktober) die Vorhut Suworows besiegte. Beim Feldzug Moreaus im Jahr 1800 überschritt er bei Rheinklingen (1. Mai) als erster den Rhein und trug wesentlich zum Sieg bei Meßkirch (5. Mai) bei. Darauf nach Tirol entsandt, nahm er Bregenz und Feldkirch und besetzte Graubünden.
1801 zum Divisionsgeneral ernannt, folgte er 1805 Massena nach Italien und zeichnete sich an der Spitze der Vorhut bei Vago, besonders aber bei Caldiero aus. In Dalmatien, wohin er nach dem Frieden von Pressburg als Generalgouverneur entsandt wurde, erwarb er sich um die neue Organisation des Landes Verdienste, entsetzte 1806 Ragusa und erkämpfte mehrere Vorteile über die Russen und Montenegriner.
1807 befehligte er in Pommern, kämpfte bei Damgarten und Löbnitz mit Glück gegen die Schweden und eroberte Stralsund. Napoleon I. übertrug ihm darauf das Generalgouvernement in Pommern und verlieh ihm den Grafentitel und große Dotationen. Im Feldzug von 1809 machte Molitors Division einen Teil des Massenaschen Korps aus. 1810 befehligte er die Okkupationsarmee in den Hansestädten, 1811 bis 1813 in Holland, 1814 unter Jacques MacDonald bei Châlons-sur-Marne und La-Ferté-sous-Jouarre.
Nach der Abdankung Napoleons unterwarf er sich den Bourbonen und wurde als Generalinspekteur der Infanterie angestellt. Da er sich während der Herrschaft der Hundert Tage wieder Napoleon anschloss, verlor er bei der zweiten Restauration seine Stellung, erhielt sie aber 1818 wieder. 1823 befehligte er das 2. Korps der spanischen Interventionsarmee, worauf er den Marschallstab und die Pairswürde erhielt.
1827 wurde er Sekretär der Pairskammer, in der er öfters als Redner auftrat. Seine Muße benutzte er zu literarischen Arbeiten. Die Julirevolution ließ ihn im Besitz seiner Ämter und Würden. Im Jahr 1847 wurde er von Louis-Philippe I. zum Gouverneur des Invalides, 1849 von Napoleon III. zum Großkanzler der Ehrenlegion ernannt.
Er starb am 28. Juli 1849 in Paris und wurde im Caveau des Gouverneurs der Cathédrale Saint-Louis-des-Invalides beigesetzt.

## Ehrungen
Sein Name ist am Triumphbogen in Paris in der 13. Spalte eingetragen. In Nancy wurde ihm eine Statue errichtet.
| Personendaten    | Personendaten                                            |
| ---------------- | -------------------------------------------------------- |
| NAME             | Molitor, Gabriel Jean Joseph                             |
| ALTERNATIVNAMEN  | Molitor, Gabriel Jean Joseph comte (vollständiger Name)  |
| KURZBESCHREIBUNG | französischer General, Marschall und Pair von Frankreich |
| GEBURTSDATUM     | 7. März 1770                                             |
| GEBURTSORT       | Hayingen (Hayange), Lothringen                           |
| STERBEDATUM      | 28. Juli 1849                                            |
| STERBEORT        | Paris                                                    |